# Ігнатенко Ольга Іванівна
Ольга Іванівна Ігнатенко (нар. 5 квітня 1961, село Мошни, тепер Черкаського району Черкаської області) — українська радянська діячка, майстер машинного доїння корів колгоспу імені 40-річчя Жовтня Поліського району Київської області. Депутат Верховної Ради УРСР 11-го скликання.

## Біографія
Освіта середня.
З 1976 року — майстер машинного доїння корів колгоспу імені 40-річчя Жовтня Поліського району Київської області.
Член КПРС з 1982 року.
Потім — на пенсії в селі Красятичі Поліського району Київської області.

## Нагороди
- ордени
- медалі